# Archidiecezja Las Vegas
Archidiecezja Las Vegas (łac. Archidioecesis Campensis, ang. Archdiocese of Las Vegas) jest archidiecezją Kościoła rzymskokatolickiego w metropolii Las Vegas w Stanach Zjednoczonych w południowej części stanu Nevada. 

## Historia
Diecezja została kanonicznie erygowana 21 marca 1995 roku przez papieża Jana Pawła II. Wyodrębniono ją z ówczesnej diecezji Reno-Las Vegas. Pierwszym biskupem diecezjalnym został dotychczasowy biskup Reno-Las Vegas Daniel Francis Walsh (ur. 1937). 30 maja 2023 papież Franciszek podniósł ją do rangi archidiecezji i siedziby nowej metropolii Las Vegas.

## Biskupi diecezjalni
- Daniel Francis Walsh (1995–2000)
- Joseph Pepe (2001–2018)
- George Leo Thomas (od 2018, od 2023 arcybiskup metropolita)